# مصباح بخار الزئبق

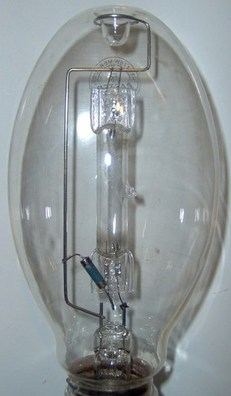
مصباح بخار الزئبق عن قرب

مصباح بخار الزئبق هو مصباح تفريغ غازي يحوي فلز الزئبق في حالة مهيجة بحيث يساهم في إصدار الضوء.
يستخدم فلز الزئبق السائل في الإضاءة، حيث يتحول الزئبق إلى بخار الزئبق، ثم يتحول تحت تأثير درجة الحرارة وفرق الجهد من زئبق بحالته العادية إلى زئبق بحالته المثارة، ومن ثم يعود إلى الحالة اللأولى ناتجاً ما يسمى بالفوتون الذي يصطدم
بالفوسفور محدثاً الضوء.
يتميز مصباح بخار الزئبق بأنه يستهلك طاقة كهربائية أقل من المصباح المتوهج . إذا رغبنا في إضاء شدة 600 لومن مثلا سنحتاج إلى مصباح بخار زئبق بقدرة 10 واط، في حين يستهلك مصباح التوهج 60 واط لإنتاج نفس القدر من شدة الضوء.

## اقرأ أيضاً
- مصباح بخار الصوديوم